# نادي لي مان
نادي لي مان (بالصينية:理文足球會) هو نادي كرة قدم هونغ كونغي، مقره في تسيونغ كوان أو، يتنافس حاليًا في دوري هونغ كونغ الممتاز. برعاية من شركة لي آند مان للكيماويات. تأسس في 19 يونيو 2017 من قبل شركة لي مان لكرة القدم المحدودة. وشارك في موسم 2017-2018 مباشرة في دوري هونغ كونغ الممتاز وأنهى ذلك الموسم في المركز الثامن، وتمكن النادي من الفوز بلقبه الأول في الدوري في موسم 2023-2024. ويلعب مبارياته على أرضه على ملعب تسيونغ كوان أو الرياضي.